# Les Mayons
Les Mayons – miejscowość i gmina we Francji, w regionie Prowansja-Alpy-Lazurowe Wybrzeże, w departamencie Var.
Według danych na rok 1990 gminę zamieszkiwało 450 osób, a gęstość zaludnienia wynosiła 16 osób/km² (wśród 963 gmin regionu Prowansja-Alpy-W. Lazurowe Les Mayons plasuje się na 504. miejscu pod względem liczby ludności, natomiast pod względem powierzchni na miejscu 359.).